# Freyella elegans
Freyella elegans is een zeester uit de familie Freyellidae.
De wetenschappelijke naam van de soort werd, als Brisinga elegans, in 1884 gepubliceerd door Addison Emery Verrill.

## Synoniemen
Alle Freyella-soorten komen voor in zeer diep water, en worden maar met mate verzameld van geïsoleerd van elkaar liggende locaties, vrijwel uitsluitend door te dreggen of met een boomkor. Gericht verzamelen is daarmee onmogelijk en het materiaal dat naar boven wordt gehaald is vrijwel nooit intact. Dat maakt het beschrijven en benoemen van soorten gecompliceerd. In 1986 publiceerde Maureen Downey de resultaten van een studie die ze had verricht naar de tot dan beschreven diepzee-zeesterren uit de Atlantische Oceaan. Eén van haar bevindingen was dat de soort die in 1884 door Verrill was beschreven en benoemd als Brisinga elegans, naderhand door meerdere auteurs opnieuw was beschreven, onder een andere naam. Zij reduceerde die namen tot synoniemen van Freyella elegans.
- Freyella spinosa Perrier, 1885[3][4] (typesoort van het geslacht Freyella)
- Freyella bracteata Sladen, 1889[5]
- Freyella aspera Verrill, 1894[6]
- Freyella abyssicola A.H. Clark, 1949[7][8]
- Freyella laubieri Cherbonnier & Sibuet, 1972[9]